# Wolzensee
Der Wolzensee ist ein Binnensee im Land Brandenburg, Landkreis Havelland. 
Der See ist – in West-Ost-Richtung – etwa 2200 Meter lang und maximal 330 Meter breit. Er gehört zur Gemarkung der Stadt Rathenow und liegt wenige hundert Meter südöstlich der städtischen Bebauung. In den 1990er Jahren wurde das einzige Gebäude am Ufer, die Ausflugsgaststätte „Haus am See“ und die dazugehörige „Konzertmuschel“ abgerissen. 2008 wurde am Nordufer des Sees, an dem sich auch die Badestelle befindet, ein neues Ausflugslokal im Stil eines kanadischen Blockhauses eröffnet.
Über den Körgraben entwässert der Wolzensee in die Havel.
Im Wolzensee leben verschiedene Fischarten (Karpfen, Brassen, Schleien, Hecht, Barsch, Aal oder Wels).
Der See wurde erstmals 1375 („stagno wolse“) schriftlich erwähnt. Der Name leitet sich vom altpolabischen Wort *volk „Wolf“ ab.